# Anna Meredith
Anna Howard Meredith (Londres, 12 de enero de 1978) es una compositora e intérprete británica de música electrónica, clásica y acústica. Fue compositora residente de la BBC Scottish Symphony Orchestra. En 2016 lanzó su primer álbum de estudio, Varmints, que fue muy aclamado por la crítica. Con un sonido cercano a la música electrónica, el disco ganó el Premio Álbum Escocés de 2016.

## Carrera
Meredith nació en Tufnell Park en Londres y se mudó con su familia a South Queensferry, Escocia cuando tenía dos años. Se licenció en música en la Universidad de York y obtuvo su maestría en el Royal College of Music. En 2003, a la edad de 24 años, fue nombrada miembro junior de la institución.
Obtuvo reconocimiento inicial con su obra creada para la BBC en 2008, Last Night of the Proms, que fue transmitida a 40 millones de personas. Además de su trabajo acústico, Meredith ha hecho incursiones en la música electrónica, que ha interpretado por toda Europa junto a una diversa gama de artistas, incluyendo a These New Puritans, James Blake, Seb Rochford y Max de Wardener.
En 2012 publicó su EP debut, Black Prince Fury, mediante la discográfica Moshi Moshi Records. Un año después publicó su segundo EP, Jet Black Raider. Su álbum debut, titulado Varmints, fue lanzado al mercado en marzo de 2016.
En 2018 produjo la banda sonora de la película Eighth Grade, y algunas de sus composiciones hicieron parte de la banda sonora de La favorita, película de Yorgos Lanthimos. Un año después fue nombrada Miembro de la Orden del Imperio Británico (MBE) por su aporte al mundo de la música.
Su segundo álbum de estudio, Fibs, fue publicado el 25 de octubre de 2019.

## Discografía

### Estudio
- Varmints (2016)
- Anno (2018)
- Fibs (2019)

### EP
- Black Prince Fury (2012)
- Jet Black Raider (2013)

### Bandas sonoras
- Eighth Grade (2018)
- Living With Yourself (2019)
- Tuesday (2023)[8]